# 粕川町室沢
粕川町室沢（かすかわまちむろさわ）は、群馬県前橋市の地名。旧粕川村時代は、住所で勢多郡粕川村大字室沢の地域である。また、前橋市合併後は村名の粕川村が粕川町となり、そのあと大字名がつくため前橋市粕川町○○となる。面積は3.09km2(2013年現在)。郵便番号は371-0202。

## 地理
前橋市の北東部、赤城山の南麓、粕川中流の左岸に位置している。

## 歴史
戦国時代頃からある地名である。江戸時代に入るとはじめは大胡藩領で、元和3年に前橋藩領、明和6年に幕府領を経て、天明6年からは山城淀藩領だった。

### 年表
- 1889年 市町村制が施行され、14村が合併し、群馬県南勢多郡粕川村大字室沢となる。
- 1896年 郡統合（東群馬郡と南勢多郡の統合）により勢多郡に所属し勢多郡粕川村大字室沢となる。
- 2004年 平成の大合併で粕川村は、宮城村、大胡町とともに、前橋市に合併し、群馬県前橋市粕川町室沢となる。

### 地名の由来
明らかにはなっていないが、地内で赤城神社の元宮と推定される宇通遺跡が発見されたことから、京都の室生や御室山のように「室」は神域を意味し、室沢は赤城の神の鎮座する沢と解釈されている。

## 世帯数と人口
2017年（平成29年）8月31日現在の世帯数と人口は以下の通りである。
| 町丁       | 世帯数  | 人口  |
| ---------- | ------- | ----- |
| 粕川町室沢 | 199世帯 | 511人 |

## 小・中学校の学区
市立小・中学校に通う場合、学区は以下の通りとなる。
| 番地 | 小学校             | 中学校             |
| ---- | ------------------ | ------------------ |
| 全域 | 前橋市立月田小学校 | 前橋市立粕川中学校 |

## 交通

### 鉄道
町の南に上毛電気鉄道上毛線粕川駅がある。

### バス
赤城タクシーが運行を行っているデマンドバス方式のふるさとバスがある。

### 道路
北部に国道353号が、県道は群馬県道333号上神梅大胡線が通過。

## 施設
- 木の実幼稚園
- 全徳寺
- 八雲神社

## 避難所
当町が避難対象区域となった場合、近隣の粕川町月田にある前橋市立月田小学校に避難する。